# Alojzy Langner
Alojzy Langner (ur. 21 czerwca 1939 w Albertynowie, zm. 1 sierpnia 2016 w Białogardzie) – polski lekarz weterynarii, poseł na Sejm PRL VIII kadencji (1980–1985).

## Życiorys
Syn Pawła i Marii. Absolwent Wydziału Weterynarii Wyższej Szkoły Gospodarstwa Wiejskiego (1963). Był starszym specjalistą w Wojewódzkim Zakładzie Weterynarii w Koszalinie. W 1970 wstąpił do Zjednoczonego Stronnictwa Ludowego. Zasiadał w Miejsko-Gminnym Komitecie partii w Białogardzie. W 1975 otrzymał Srebrny Krzyż Zasługi. Był radnym Wojewódzkiej Rady Narodowej w Koszalinie. W latach 1980–1985 pełnił mandat posła na Sejm VIII kadencji w okręgu Koszalin, zasiadając w Komisjach Rolnictwa i Przemysłu Spożywczego (później: Rolnictwa, Gospodarki Żywnościowej i Leśnictwa) oraz Zdrowia i Kultury Fizycznej. Od lat 90. do końca życia prowadził prywatną przychodnię weterynaryjną w Białogardzie oraz był związany z Polskim Stronnictwem Ludowym.
Pochowany na cmentarzu komunalnym w Białogardzie.